# Ohanavan
Ohanavan (en arménien Օհանավան) est une communauté rurale du marz d'Aragatsotn, en Arménie. Elle compte 2 402 habitants en 2009.
Le monastère de Hovhannavank est situé non loin.